# Ramón Gómez Portillo
Ramón Gómez Portillo (1874 - 1948) fue un periodista y poeta colombiano.  

## Biografía
Nació en la ciudad de Ocaña, Norte de Santander, Colombia (1874-1948). Publicó el periódico semanal El Escalpelo. Gómez Portillo se destacó por realizar una crítica social sobre asuntos relacionados con el Gobierno local y nacional. 